# Rascal Flatts (album)
Rascal Flatts è il primo album in studio del gruppo musicale statunitense eponimo, pubblicato il 6 giugno 2000 dalla Lyric Street Records.

## Tracce
1. Prayin' for Daylight – 3:40 (Steve Bogard, Rick Giles)
2. This Everyday Love – 3:08 (Danny Wells, Gene Nelson)
3. While You Loved Me – 3:34 (Kim Williams, Marty Dodson, Danny Wells)
4. Some Say – 4:00 (Don Pfrimmer, Danny Orton)
5. See Me Through – 6:28 (Gary LeVox, Bruce Miller, Eddie Schwartz)
6. One Good Love – 3:53 (Annie Roboff, Marcus Hummon)
7. It's Not Just Me – 3:58 (Jay DeMarcus, Marcus Hummon)
8. Waiting All My Life – 3:11 (Tommy Lee James, Rob Mathes)
9. From Time to Time – 3:52 (Rich Alves, Bill Rice)
10. Long Slow Beautiful Dance – 4:00 (Kevin Fisher, Fred Wilhelm)
11. I'm Movin' On – 4:06 (Phillip White, David Vincent Williams)

## Formazione
- Gary LeVox
- Jay DeMarcus
- Joe Don Rooney

## Classifiche

### Classifiche settimanali
| Classifica (2002) | Posizione massima |
| ----------------- | ----------------- |
| Stati Uniti       | 43                |

### Classifiche di fine anno
| Classifica (2002) | Posizione |
| ----------------- | --------- |
| Stati Uniti       | 172       |